# اقتران لماسي
اقتران لماسي أو توصيل لماسي Ephaptic coupling هو شكل من أشكال الاتصال داخل الجهاز العصبي ويتميز عن أنظمة الاتصال المباشر مثل المشابك الكهربائية و المشبك الكيميائي نقاط الاشتباك العصبي. قد تشير إلى اقتران الألياف العصبية المجاورة (اللمس) الناجم عن تبادل الأيونات بين الخلايا، أو أنها قد تشير إلى توصيل الألياف العصبية نتيجة للحقول الكهربائية المحلية [1]. وفي كلتا الحالتين يحدث توصيل لماسي يؤثر على تزامن وتوقيت إطلاق إمكانات العمل في الخلايا العصبية.